# 郎德木属
郎德木属（学名：Rondeletia）是茜草科下的一个属，为常绿灌木或乔木植物。该属共有100种以上，分布于热带美洲。属名Rondeletia以法国医生、鱼类学及藻类学家Guillaume Rondelet（1507-1566）的名字命名。